# Fernando Tola Mendoza
Fernando Tola Mendoza (Lima, 1915-Buenos Aires, 2017) fue un filólogo, políglota, orientalista y docente universitario peruano.
Dedicó su vida al estudio de las culturas de oriente y al cultivo de las lenguas clásicas (como el griego y el latín) y las lenguas orientales (como el sánscrito y el pali). Dominó alrededor de catorce lenguas, conociendo en diferentes grados muchos otros idiomas antiguos y modernos; entre los que usó más en sus investigaciones académicas destacan —además de su español nativo: latín, griego, sánscrito, pali, chino, tibetano, japonés, alemán, inglés, francés, italiano y portugués.
Es autor de numerosos estudios sobre textos clásicos grecolatinos y orientales.

## Biografía
Hijo de Fernando Tola Cires (abogado y diplomático) y de María Rosa Elena Mendoza de Almenara. Hermano de Enrique Tola Mendoza, que fue ministro de Educación en 1967.
Sus estudios secundarios los cursó en España, Bélgica y Francia. En Italia efectuó estudios clásicos. Regresó al Perú y en 1935 ingresó en la Universidad Nacional Mayor de San Marcos donde se graduó de bachiller en Humanidades y doctor en Literatura (1939), con tesis sobre Gorgias (el sofista griego) y los Anales de Ennius, respectivamente. En 1943 se graduó de bachiller en Derecho y en 1944 se recibió como abogado.
Colaboró en la organización del Instituto Superior de Filología y Lingüística de la Universidad de San Marcos, fundado por el profesor italiano Hipólito Galante en 1936. Fue secretario y profesor de latín de dicho Instituto, y cuando Galante regresó a su país en 1938, asumió como inspector y luego como director (1941). Editó la revista Sphinx como órgano del Instituto (1938-1960). Su acción docente y científica inauguró un gran movimiento peruano tendiente a revisar e impulsar los estudios clásicos grecolatinos, horizonte que luego enriqueció con el estudio y enseñanza de las lenguas orientales. Tradujo y asesoró la traducción de numerosos textos griegos, latinos e hindúes.
Fue agregado cultural de la embajada peruana en la India (1964-1969), donde aprovechó para especializarse en sánscrito y pali. En 1970 se estableció en Buenos Aires junto con su esposa, la argentina Carmen Dragonetti, también lingüista y orientalista. Fue nombrado profesor titular de Sánscrito y Filosofía de la India de la Universidad de Buenos Aires.
En 1980 fue nombrado investigador superior en el Consejo Nacional de Investigaciones Científicas. En 1990, junto con su esposa creó la Fundación Instituto de Estudios Budistas, así como la revista Estudios Budistas.
Falleció en el mes de julio de 2017, en su casa de la Ciudad de Buenos Aires, rodeado de sus seres queridos.

## Obra selecta
- Chacúntala, comedia de Kalidasa (1937)
- La catarsis de Aristóteles (1956)
- Safo (1957)
- Los personajes anormales (sicópatas) de Esquilo (1958)
- La personalidad ejemplar de Píndaro (1958)
- Solón (1959)
- El estudio del Rig Veda en Europa (1963)
- Mundaka Upanishad (1965)
- El hombre en el yoga (1976)
- The Avayavinirakarana of Pandita Ashoka (Tokio, 1994)
- On voidness (Delhi, 1995)
- Fo shuo san ching, Tres sutras del Mahayaana (Buenos Aires, 1996)
- El Sutra del Loto (México, 1996)
- Being as consciousness: Yogācāra Philosophy of Buddhism (2004).

En colaboración con su esposa publicó, entre otras obras, Filosofía y Literatura de la India y On the Myth of the Opposition between Indian Thought and Western Philosophy (2004).